# فريدريش كولراوش
فريدريش كولراوش (بالألمانية: Friedrich Wilhelm Georg Kohlrausch)‏ (و. 1840 – 1910 م) هو فيزيائي، وأستاذ جامعي من ألمانيا . ولد في رينتلن .
وكان عضواً في الجمعية الملكية، والأكاديمية الأمريكية للفنون والعلوم، والأكاديمية الملكية السويدية للعلوم، والأكاديمية البروسية للعلوم، والأكاديمية الروسية للعلوم .
توفي في ماربورغ ، عن عمر يناهز 70 عاماً.

## التعليم
تعلم في جامعة إرلنجن نورنبيرغ، وجامعة ماربورغ، وجامعة غوتنغن

## مناصب وهيئات
أدار جامعة دارمشتات للتكنولوجيا، وجامعة فورتسبورغ، وجامعة غوتنغن.

## جوائز
حصل على جوائز منها:
- وسام الاستحقاق للفنون والعلوم
- وسام الاستحقاق (بروسيا).

## روابط خارجية
- فريدريش كولراوش على موقع الموسوعة البريطانية (الإنجليزية)